# Adieu Moscou
Pour plus de détails, voir Fiche technique et Distribution.
Adieu Moscou (Titre original : Mosca addio) est un film dramatique italien réalisé par Mauro Bolognini en 1987 dans lequel joue Liv Ullmann. 
Le film est basé sur la vie d'une juive russe Ida Nudel. Liv Ullmann a reçu le prix David di Donatello pour son interprétation.

## Synopsis
Le film retrace l'histoire vraie de la juive russe Ida Nudel, interdite d'exil en Israël, arrêtée en 1978 lors d'une manifestation avant d'être envoyée dans un camp masculin de travaux forcés en Sibérie.

## Fiche technique
- Titre : Adieu Moscou
- Titre original : Mosca addio
- Réalisation : Mauro Bolognini
- Scénario : Nicola Badalucco, Mauro Bolognini, Lucia Drudi, Robert Balchus, Eric Bercovici, Enrico Roseo, Marcello Andrei
- Costumes : Enrica Biscossi
- Photographie : Ennio Guarnieri
- Montage : Nino Baragli
- Musique : Ennio Morricone
- Production : Enrico Roseo, Ippolita Tescari
- Maisons de production : Roseo Film, Rai
- Directeur artistique : Nicolò Forte
- Pays :  Italie
- Langue : italien
- Format : Couleur
- Genre : dramatique
- Durée : 101 minutes
- Distribution (en Italie) : Istituto Luce
- Dates de sortie :
  -  Italie : 9 février 1987

## Distribution
- Liv Ullmann : Ida Nudel
- Daniel Olbrychski : Yuli
- Aurore Clément : Elena
- Saverio Vallone
- Carmen Scarpitta
- Francesca Ciardi
- Nino Fuscagni
- Anna Galiena
- Vittorio Amandola
- Peter Pitsch : un étudiant